# Lažna nauka
Lažna nauka ili smeće od nauke su lažni ili prevarantski naučni podaci, istraživanje ili analiza. Koncept se često poziva u političkim i pravnim kontekstima gde činjenice i naučni rezultati imaju veliku težinu u donošenju odluke. Obično prenosi pejorativnu konotaciju da je istraživanje bilo neželjeno vođeno političkim, ideološkim, finansijskim ili na neki drugi način nenaučnim motivima.
Koncept je popularizovan tokom 1990-ih godina u vezi sa veštačenjem u građanskim parnicama. U novije vreme, pozivanje na koncept je bila taktika kritikovanja istraživanja o štetnim uticajima korporativnih aktivnosti na životnu sredinu ili javno zdravlje, a povremeno i kao odgovor na takve kritike. Autor Den Agin u svojoj knjizi Junk Science oštro je kritikovao one koji poriču osnovnu premisu globalnog zagrevanja.
U nekim kontekstima, lažna nauka je suprotstavljena „dobroj nauci“ ili „solidnoj nauci“ koja favorizuje sopstvenu tačku gledišta. Lažna nauka je kritikovana zbog podrivanja poverenja javnosti u pravu nauku.‍:110–111 Lažna nauka nije isto što i pseudonauka.

## Definicija
Lažna nauka je definisana kao:
- „nauka razvijena da bi se uspostavila unapred stvorena ideja – ne da bi se testirala ideja, što prava nauka pokušava da uradi, već da bi je utvrdila bez obzira da li bi odražavala stvarno testiranje ili ne.”[6]
- „mišljenje koje se predstavlja kao empirijski dokaz, ili kroz dokaze sumnjivog porekla, zasnovano na neadekvatnoj naučnoj metodologiji.“[7]
- „metodološki traljavo istraživanje sprovedeno da bi se unapredila neka vannaučna agenda ili da bi se preovladalo u parnicama.“[5]

## Literatura
- Agin, Dan (2006). Junk Science – How Politicians, Corporations, and Other Hucksters Betray Us. St. Martin's Griffin. ISBN 978-0312374808. Архивирано из оригинала 2023-11-04. г. Приступљено 2016-10-18.
- Huber, Peter W. (1993). Galileo's Revenge: Junk Science in the Courtroom. Basic Books. ISBN 978-0465026241.
- Mooney, Chris (2005). The Republican War on Science. Basic Books. ISBN 978-0465046751.
- Kiss Sarnoff, Susan (2001). Sanctified Snake Oil: The Effect of Junk Science on Public Policy. Bloomsbury Academic. ISBN 978-0275968458.
- Michaels, David (јун 2005). „Doubt is Their Product”. Scientific American. 292 (6): 96—101. Bibcode:2005SciAm.292f..96M. PMID 15934658. doi:10.1038/scientificamerican0605-96. Архивирано из оригинала 2007-09-27. г. Приступљено 2008-06-03.
- Baba, Annamaria; Cook, Daniel M.; McGarity, Thomas O.; Bero, Lisa A. (јул 2005). „Legislating 'Sound Science': The Role of the Tobacco Industry”. American Journal of Public Health. 95 (1): 20—27. PMID 16030333. doi:10.2105/AJPH.2004.050963. hdl:10.2105/AJPH.2004.050963 . Архивирано из оригинала 2008-05-10. г. Приступљено 2008-06-03.
- Michaels, David; Monforton, Celeste (јул 2005). „Manufacturing Uncertainty: Contested Science and the Protection of the Public's Health & Environment”. American Journal of Public Health. 95 (1): 39—48. CiteSeerX 10.1.1.620.6171 . PMID 16030337. doi:10.2105/AJPH.2004.043059. Архивирано из оригинала 2008-05-10. г. Приступљено 2008-06-03.
- Yach, Derek; Aguinaga Bialous, Stella (новембар 2001). „Junking Science to Promote Tobacco”. American Journal of Public Health. 91 (11): 1745—1748. PMC 1446867 . PMID 11684592. doi:10.2105/ajph.91.11.1745.
- Thacker, Paul D. (11. 5. 2005). „The Junkman Climbs to the Top”. Environmental Science & Technology. Архивирано из оригинала 20. 6. 2005. г. Приступљено 7. 8. 2017.

## Spoljašnje veze
- Skeptical inquiry на веб-сајту  (језик: енглески)
- Project on Scientific Knowledge and Public Policy(SKAPP) DefendingScience.org
- Baloney Detection Kit на веб-сајту  (10 questions we should ask when encountering a pseudoscience claim)